# Francesco Ricci Bitti
Francesco Ricci Bitti (n. Faenza, 15 ianuarie 1942) este un administrator sportiv italian. El este președintele Federației Internaționale de Tenis începând cu anul 1999. De asemenea el a mai fost președinte al Asociatia Federațiilor Internaționale a Sporturilor Olimpice până la retragerea sa în decembrie 2012.